# Augustin Pazdziora
Augustin Pazdziora (polnisch Augustyn Paździora, * 22. August 1886 in Obersuchau; † 13. September 1940 im KZ Gusen) war ein römisch-katholischer Geistlicher und Märtyrer aus dem Teschener Schlesien.

## Leben
Pazdziora wurde als Untertan der Habsburgermonarchie in Österreichisch-Schlesien geboren, wo polnisch-schlesischen Teschener Mundarten sowie Deutsch, Tschechisch und Polnisch gesprochen wurde. Kirchenrechtlich gehörte er zum österreichischen Anteil des Bistums Breslau. 1906 bestand Augustyn das Abitur im polnischen Gymnasium in Teschen (der einzigen polnischen Mittelschule Schlesiens). Nach dem Theologiestudium wurde er am 20. Juli 1910 zum Priester geweiht. Danach diente er als Vikar in Dittmannsdorf, Dziedzitz und Deutsch Leuten. Nach dem Jahr 1920 und der Teilung Teschener Schlesiens blieb er im tschechoslowakischen Olsagebiet und war bis 1933 Vikar in Karwin.
Am 1. September 1933 wurde er Pfarrer in Konskau, heute Ortsteil von Trzynietz. Am 15. April 1940 wurde er von der Gestapo festgenommen und über das KZ Dachau am 5. Juni 1940 in das KZ Gusen, einem Außenlager des KZ Mauthausen, gebracht (Häftlingsnummer 6698). Hier starb er nach drei Monaten im Alter von 54 Jahren.

## Gedenken
Die Römisch-katholische Kirche in Deutschland hat Pazdziora als Märtyrer aus der Zeit des Nationalsozialismus in das deutsche Martyrologium des 20. Jahrhunderts aufgenommen.